# ماساتو ياماساكي
ماساتو ياماساكي (باليابانية: 山崎 理人) (7 أبريل 1980 في فوكوكا في اليابان – )؛ هو لاعب كرة قدم ياباني سابق كان يلعب كلاعب وسط.

## روابط خارجية
- ماساتو ياماساكي على موقع رابطة كرة القدم اليابانية للمحترفين (اليابانية)